# Fusarium oxysporum f. sp. cubense
Forme
Synonymes
- Fusarium cubense E.F.Sm. (1910)
- Fusarium oxysporum var. cubense (E.F.Sm.) Wollenw. (1935)
- Fusarium oxysporum f. cubense (E.F.Sm.) W.C.Snyder & H.N.Hansen (1940)

Fusarium oxysporum f.sp. cubense est un champignon phytopathogène qui provoque chez le bananier (Musa spp.) la maladie de Panama, appelée aussi fusariose du bananier ou jaunisse fusarienne. C'est une forma specialis (forme spéciale) de Fusarium oxysporum, complexe d'espèces de champignons filamenteux du sol, qui en compte plus d'une centaine.
Les souches connues de cet agent pathogène sont classées en quatre races, dont l'une, appelée TR4 (tropical race 4) est considérée comme la plus grande menace existante pour la culture du bananier à cause de son impact létal, de sa vaste gamme d'hôtes et de sa persistance dans le sol.

## Historique
La maladie de Panama est probablement originaire du Sud-Est asiatique et a été signalée pour la première fois en Australie en 1876.
À partir de 1950, elle s'est répandue dans toutes les régions productrices de bananes du monde, à l'exception de certaines îles du  sud du Pacifique, du bassin méditerranéen, de la Mélanésie et de la Somalie.
La maladie de Panama affecte de nombreux cultivars de bananier ; cependant, elle est surtout connue pour les dégâts qu'elle a causé à un seul cultivar dans les premières plantations d'exportation .
Avant 1960, la production de bananes dépendait fortement du cultivar 'Gros Michel', qui fournissait presque tout le commerce d'exportation.
Il s'est révélé sensible à la maladie et l'emploi de rhizomes infectés pour établir de nouvelles plantations a causé des pertes généralisées et graves. L'ampleur des pertes est illustrée par l'éradication complète de la production sur 30 000 hectares de plantations dans la vallée du rio Ulúa au Honduras entre 1940 et 1960. Au Surinam, toute une exploitation de 4 000 hectares fut anéantie en huit ans et dans la région de Quépos au Costa Rica, 6 000 hectares furent détruits en douze ans.

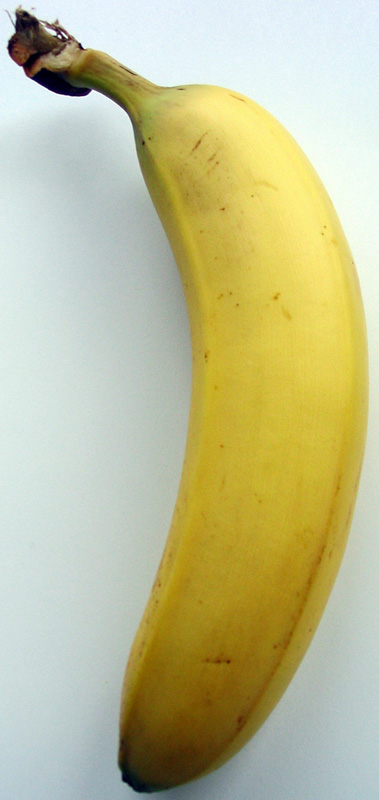
Banane 'Cavendish'.

Vers le milieu des années 1900, des cultivars résistants du sous-groupe 'Cavendish' ont été utilisés pour remplacer le 'Gros Michel' dans le commerce d'exportation.
Ces cultivars ont fait preuve de résilience et poussent bien dans les régions tropicales occidentales. Ce sont les clones sur lesquels est fondée la production actuelle pour l'exportation. 
Cependant, dans plusieurs régions de production de l'hémisphère oriental, ces cultivars se sont montrés sensibles à la maladie. Cette sensibilité risque inévitablement de se propager dans l'hémisphère occidental, et cela constitue une menace importante pour la production, car il n'existe actuellement  aucun cultivar de remplacement acceptable. Pour aggraver les choses, cette variante de l'agent pathogène affecte également les plantains (Musa acuminata x balbisiana), qui constituent un aliment de base dans toutes les régions tropicales. 
Un Américain moyen consomme 11,9 kg de banane 'Cavendish' chaque année et la question est posée de savoir si ce fruit de grande consommation ne serait pas en voie d'extinction.
Mis à part le commerce d'exportation, 85 % de la production de bananes sont destinés à la consommation locale et de nombreux cultivars utilisés à cette fin sont également sensibles à l'infection.

## Description
Fusarium oxysporum est un champignon du sol très commun qui produit trois types de spores asexués : macroconidies, microconidies et chlamydospores.
Les macroconidies ont une forme presque droite, mince et des parois minces. Elles ont généralement trois ou quatre cloisons, une cellule basale en forme de pied et une cellule apicale incurvée et effilée. Elles sont généralement produites à partir de phyalides sur les conidiophores par division basipète. Elles jouent un rôle important dans l'infection secondaire.
Les microconidies ont une forme ellipsoïdale et peuvent avoir une seule ou aucune cloison. Elles sont formées à partir de phyalides par division basipète. Elles jouent un rôle important dans l'infection secondaire.
Les chlamydospores ont une forme globuleuse avec des parois épaisses. Elles sont formées soit à partir d'hyphes ou par la modification de cellules des hyphes. Elles persistent longtemps  dans le sol et servent d'inoculum dans l'infection primaire.
Les macroconidies et les chlamydospores ne se forment normalement que sur des plantes-hôtes mortes ou mourantes. les chlamydospores sont les structures de survie les plus importantes de cet agent pathogène.
La forme téléomorphe (stade sexué reproductif) de Fusarium oxysporum est inconnue.
On a décrit chez cet agent pathogène quatre races qui attaquent différents cultivars de bananiers (genre Musa) : 
- la race 1 attaque le cultivar Musa (groupe AAA) 'Gros Michel'  et a causé l'épidémie du XXe siècle ; elle attaque aussi le cultivar Musa (groupe AAB) 'Pome'  et ses sous-groupes, Musa (groupe AAB) 'Silk' et Musa (groupe ABB) 'Pisang Awak' ;
- la race 2 attaque le cultivar Musa (groupe ABB)  'Bluggoe' et ses proches parents ;
- la race 3 attaque les cultivars du groupe Heliconia spp.
- la race 4 attaque le cultivar Musa (groupe AAA) 'Dwarf Cavendish' ainsi que les hôtes des races 1 et 2[9],[10].

## Symptômes
L'infection par Fusarium oxysporum f.sp. cubense déclenche des mécanismes d'auto-défense de la plante-hôte provoquant la sécrétion d'un gel. Elle est suivie par la formation de tylose dans les vaisseaux du xylème qui bloque le mouvement de l'eau et des nutriments vers les parties supérieures de la plante. 
Les extrémités des racines nourricières sont les premiers sites de l'infection, qui se déplace ensuite vers les rhizomes. Les signes de la maladie sont plus perceptibles sous forme de taches sombres là où le stèle rejoint le cortex. Quand la maladie se développe, de grandes parties du xylème prennent une couleur brun rougeâtre.
Extérieurement, les feuilles les plus anciennes commencent à jaunir et il y a souvent une séparation longitudinale de la partie inférieure des gaines foliaires externes sur les pseudo-troncs. Les feuilles commencent à se flétrir et peuvent se tordre à la base du pétiole. Au fur et à mesure que la maladie progresse, les feuilles les plus jeunes sont touchées, jaunissent et se déforment, et bientôt toute la canopée se compose de feuilles mortes ou mourantes
Les symptômes foliaires de la fusariose peuvent être confondus avec ceux du flétrissement bactérien du bananier dû à Xanthomonas campestris pv. musacearum. Chez les plantes touchées par le Fusarium, le jaunissement et le flétrissement des feuilles évolue généralement des feuilles les plus anciennes vers les plus jeunes. 
Les feuilles flétries peuvent également se casser au niveau du pétiole et pendre sur le pseudo-tronc. Chez les plantes touchées par le Xanthomonas, le flétrissement peut débuter sur n'importe quelle feuille et les feuilles infectées ont tendance à casser le long du limbe.

## Méthode de lutte
Il existe peu de moyens efficaces pour maîtriser la maladie de Panama étant donné que les fongicides sont largement inefficaces.
La stérilisation chimique du sol à l'aide de bromure de méthyle a considérablement réduit l'incidence de la maladie, mais son efficacité est limitée à trois ans, après quoi l'agent pathogène recolonise les zones traitées par fumigation.
L'injection de carbendazime et de phosphonate de potassium dans les plantes-hôtes semble donner quelques résultats, mais ceux-ci n'ont pas été concluants. Le traitement thermique du sol a également été essayé aux Philippines, mais l'agent pathogène est susceptible d'envahir à nouveau la zone traitée. 
Le plus grand espoir de parvenir à maîtriser cette maladie dans les sols infestés est le développement de modifications génétiques qui peuvent aboutir à des cultivars résistants,.
Des bananiers génétiquement modifiés mis au point en collaboration par des chercheurs ougandais et belges ont fait l'objet de cultures expérimentales en 2008 en Ouganda.

## Mode de propagation
Bien que le fruit du bananier sauvage, Musa balbisiana, produise des graines grandes et dures, les bananiers comestibles modernes sont aspermes parthénocarpiques.
Les plants de bananiers sont donc propagés par multiplication asexuée à partir de rejets. Comme ces rhizomes sont généralement asymptomatiques, même quand la plante est infectée par Fusarium oxysporum f. sp. cubense, ils constituent un vecteur commun de dissémination de l'agent pathogène.
Celui-ci peut aussi se diffuser dans le sol et les eaux de ruissellement, ainsi que par les instruments et machines agricoles.
La maladie de Panama est l'une des maladies des plantes les plus destructrices de l'époque moderne. 

## Recherche
De nombreuses recherches ont été engagées en raison de l'urgence à mettre au point des méthodes de lutte efficaces contre la maladie de Panama et à sélectionner des cultivars de bananiers résistants. Des chercheurs de l' Universiti Sains Malaysia étudient la variabilité génétique de l'agent pathogène,, ainsi que les relations évolutives au sein des groupes de compatibilité végétative de l'agent pathogène. 
La résistance des différents cultivars de bananiers à l'agent pathogène est en cours d'examen.
La recherche sur les relations phylogénétiques entre les différentes souches de Fusarium oxysporum qui provoquent le flétrissement des bananiers a été entreprise pour déterminer si les souches qui sont spécifiques du bananier dérivent d'un ancêtre commun ou ont évolué indépendamment. Les résultats de cette étude montrent qu'elles ne sont pas monophylétiques et semblent avoir de multiples origines évolutives. 
Les plus grandes lignées de Fusarium oxysporum f. sp. cubense (races 1 et 2) sont génétiquement distinctes d'une lignée originaire d'Afrique de l'Est (race 5) et ont développé une pathogénicité envers les bananiers indépendamment les unes des autres.